# Комбинационное зрение
Комбинацио́нное зре́ние — способность шахматиста предвидеть возможность комбинации: термин введён Михаилом Ботвинником. Является одной из разновидностей шахматного мышления:
Прежде чем пробовать играть позиционно, надо научиться комбинировать.Рихард Рети
Как правило, комбинационное зрение — природное качество шахматиста, однако его можно развивать путём систематических тренировок — разбора партий, типичных комбинаций, решения задач, этюдов и т. д.
Комбинационное зрение во многом облегчает, а порой и заменяет расчёт вариантов; в свою очередь, правильный и точный расчёт контролирует чёткость возникающего «шахматного образа» — обобщённого видения комбинационных возможностей позиции.

## Остаточный и опережающий образы
|   | a | b | c | d | e | f | g | h |   |
| - | --- | --- | --- | --- | --- | --- | --- | --- | - |
| 8 | a8 чёрная ладья · e8 чёрная ладья · g8 чёрный король · b7 чёрная пешка · d7 чёрный слон · f7 чёрная пешка · g7 чёрная пешка · b6 чёрная пешка · d6 чёрный ферзь · h6 чёрная пешка · d5 белая пешка · h4 белая ладья · a3 белая пешка · d3 белый ферзь · f3 белый слон · b2 белая пешка · g2 белая пешка · h2 белая пешка · a1 белая ладья · h1 белый король | a8 чёрная ладья · e8 чёрная ладья · g8 чёрный король · b7 чёрная пешка · d7 чёрный слон · f7 чёрная пешка · g7 чёрная пешка · b6 чёрная пешка · d6 чёрный ферзь · h6 чёрная пешка · d5 белая пешка · h4 белая ладья · a3 белая пешка · d3 белый ферзь · f3 белый слон · b2 белая пешка · g2 белая пешка · h2 белая пешка · a1 белая ладья · h1 белый король | a8 чёрная ладья · e8 чёрная ладья · g8 чёрный король · b7 чёрная пешка · d7 чёрный слон · f7 чёрная пешка · g7 чёрная пешка · b6 чёрная пешка · d6 чёрный ферзь · h6 чёрная пешка · d5 белая пешка · h4 белая ладья · a3 белая пешка · d3 белый ферзь · f3 белый слон · b2 белая пешка · g2 белая пешка · h2 белая пешка · a1 белая ладья · h1 белый король | a8 чёрная ладья · e8 чёрная ладья · g8 чёрный король · b7 чёрная пешка · d7 чёрный слон · f7 чёрная пешка · g7 чёрная пешка · b6 чёрная пешка · d6 чёрный ферзь · h6 чёрная пешка · d5 белая пешка · h4 белая ладья · a3 белая пешка · d3 белый ферзь · f3 белый слон · b2 белая пешка · g2 белая пешка · h2 белая пешка · a1 белая ладья · h1 белый король | a8 чёрная ладья · e8 чёрная ладья · g8 чёрный король · b7 чёрная пешка · d7 чёрный слон · f7 чёрная пешка · g7 чёрная пешка · b6 чёрная пешка · d6 чёрный ферзь · h6 чёрная пешка · d5 белая пешка · h4 белая ладья · a3 белая пешка · d3 белый ферзь · f3 белый слон · b2 белая пешка · g2 белая пешка · h2 белая пешка · a1 белая ладья · h1 белый король | a8 чёрная ладья · e8 чёрная ладья · g8 чёрный король · b7 чёрная пешка · d7 чёрный слон · f7 чёрная пешка · g7 чёрная пешка · b6 чёрная пешка · d6 чёрный ферзь · h6 чёрная пешка · d5 белая пешка · h4 белая ладья · a3 белая пешка · d3 белый ферзь · f3 белый слон · b2 белая пешка · g2 белая пешка · h2 белая пешка · a1 белая ладья · h1 белый король | a8 чёрная ладья · e8 чёрная ладья · g8 чёрный король · b7 чёрная пешка · d7 чёрный слон · f7 чёрная пешка · g7 чёрная пешка · b6 чёрная пешка · d6 чёрный ферзь · h6 чёрная пешка · d5 белая пешка · h4 белая ладья · a3 белая пешка · d3 белый ферзь · f3 белый слон · b2 белая пешка · g2 белая пешка · h2 белая пешка · a1 белая ладья · h1 белый король | a8 чёрная ладья · e8 чёрная ладья · g8 чёрный король · b7 чёрная пешка · d7 чёрный слон · f7 чёрная пешка · g7 чёрная пешка · b6 чёрная пешка · d6 чёрный ферзь · h6 чёрная пешка · d5 белая пешка · h4 белая ладья · a3 белая пешка · d3 белый ферзь · f3 белый слон · b2 белая пешка · g2 белая пешка · h2 белая пешка · a1 белая ладья · h1 белый король | 8 |
| 7 | a8 чёрная ладья · e8 чёрная ладья · g8 чёрный король · b7 чёрная пешка · d7 чёрный слон · f7 чёрная пешка · g7 чёрная пешка · b6 чёрная пешка · d6 чёрный ферзь · h6 чёрная пешка · d5 белая пешка · h4 белая ладья · a3 белая пешка · d3 белый ферзь · f3 белый слон · b2 белая пешка · g2 белая пешка · h2 белая пешка · a1 белая ладья · h1 белый король | a8 чёрная ладья · e8 чёрная ладья · g8 чёрный король · b7 чёрная пешка · d7 чёрный слон · f7 чёрная пешка · g7 чёрная пешка · b6 чёрная пешка · d6 чёрный ферзь · h6 чёрная пешка · d5 белая пешка · h4 белая ладья · a3 белая пешка · d3 белый ферзь · f3 белый слон · b2 белая пешка · g2 белая пешка · h2 белая пешка · a1 белая ладья · h1 белый король | a8 чёрная ладья · e8 чёрная ладья · g8 чёрный король · b7 чёрная пешка · d7 чёрный слон · f7 чёрная пешка · g7 чёрная пешка · b6 чёрная пешка · d6 чёрный ферзь · h6 чёрная пешка · d5 белая пешка · h4 белая ладья · a3 белая пешка · d3 белый ферзь · f3 белый слон · b2 белая пешка · g2 белая пешка · h2 белая пешка · a1 белая ладья · h1 белый король | a8 чёрная ладья · e8 чёрная ладья · g8 чёрный король · b7 чёрная пешка · d7 чёрный слон · f7 чёрная пешка · g7 чёрная пешка · b6 чёрная пешка · d6 чёрный ферзь · h6 чёрная пешка · d5 белая пешка · h4 белая ладья · a3 белая пешка · d3 белый ферзь · f3 белый слон · b2 белая пешка · g2 белая пешка · h2 белая пешка · a1 белая ладья · h1 белый король | a8 чёрная ладья · e8 чёрная ладья · g8 чёрный король · b7 чёрная пешка · d7 чёрный слон · f7 чёрная пешка · g7 чёрная пешка · b6 чёрная пешка · d6 чёрный ферзь · h6 чёрная пешка · d5 белая пешка · h4 белая ладья · a3 белая пешка · d3 белый ферзь · f3 белый слон · b2 белая пешка · g2 белая пешка · h2 белая пешка · a1 белая ладья · h1 белый король | a8 чёрная ладья · e8 чёрная ладья · g8 чёрный король · b7 чёрная пешка · d7 чёрный слон · f7 чёрная пешка · g7 чёрная пешка · b6 чёрная пешка · d6 чёрный ферзь · h6 чёрная пешка · d5 белая пешка · h4 белая ладья · a3 белая пешка · d3 белый ферзь · f3 белый слон · b2 белая пешка · g2 белая пешка · h2 белая пешка · a1 белая ладья · h1 белый король | a8 чёрная ладья · e8 чёрная ладья · g8 чёрный король · b7 чёрная пешка · d7 чёрный слон · f7 чёрная пешка · g7 чёрная пешка · b6 чёрная пешка · d6 чёрный ферзь · h6 чёрная пешка · d5 белая пешка · h4 белая ладья · a3 белая пешка · d3 белый ферзь · f3 белый слон · b2 белая пешка · g2 белая пешка · h2 белая пешка · a1 белая ладья · h1 белый король | a8 чёрная ладья · e8 чёрная ладья · g8 чёрный король · b7 чёрная пешка · d7 чёрный слон · f7 чёрная пешка · g7 чёрная пешка · b6 чёрная пешка · d6 чёрный ферзь · h6 чёрная пешка · d5 белая пешка · h4 белая ладья · a3 белая пешка · d3 белый ферзь · f3 белый слон · b2 белая пешка · g2 белая пешка · h2 белая пешка · a1 белая ладья · h1 белый король | 7 |
| 6 | a8 чёрная ладья · e8 чёрная ладья · g8 чёрный король · b7 чёрная пешка · d7 чёрный слон · f7 чёрная пешка · g7 чёрная пешка · b6 чёрная пешка · d6 чёрный ферзь · h6 чёрная пешка · d5 белая пешка · h4 белая ладья · a3 белая пешка · d3 белый ферзь · f3 белый слон · b2 белая пешка · g2 белая пешка · h2 белая пешка · a1 белая ладья · h1 белый король | a8 чёрная ладья · e8 чёрная ладья · g8 чёрный король · b7 чёрная пешка · d7 чёрный слон · f7 чёрная пешка · g7 чёрная пешка · b6 чёрная пешка · d6 чёрный ферзь · h6 чёрная пешка · d5 белая пешка · h4 белая ладья · a3 белая пешка · d3 белый ферзь · f3 белый слон · b2 белая пешка · g2 белая пешка · h2 белая пешка · a1 белая ладья · h1 белый король | a8 чёрная ладья · e8 чёрная ладья · g8 чёрный король · b7 чёрная пешка · d7 чёрный слон · f7 чёрная пешка · g7 чёрная пешка · b6 чёрная пешка · d6 чёрный ферзь · h6 чёрная пешка · d5 белая пешка · h4 белая ладья · a3 белая пешка · d3 белый ферзь · f3 белый слон · b2 белая пешка · g2 белая пешка · h2 белая пешка · a1 белая ладья · h1 белый король | a8 чёрная ладья · e8 чёрная ладья · g8 чёрный король · b7 чёрная пешка · d7 чёрный слон · f7 чёрная пешка · g7 чёрная пешка · b6 чёрная пешка · d6 чёрный ферзь · h6 чёрная пешка · d5 белая пешка · h4 белая ладья · a3 белая пешка · d3 белый ферзь · f3 белый слон · b2 белая пешка · g2 белая пешка · h2 белая пешка · a1 белая ладья · h1 белый король | a8 чёрная ладья · e8 чёрная ладья · g8 чёрный король · b7 чёрная пешка · d7 чёрный слон · f7 чёрная пешка · g7 чёрная пешка · b6 чёрная пешка · d6 чёрный ферзь · h6 чёрная пешка · d5 белая пешка · h4 белая ладья · a3 белая пешка · d3 белый ферзь · f3 белый слон · b2 белая пешка · g2 белая пешка · h2 белая пешка · a1 белая ладья · h1 белый король | a8 чёрная ладья · e8 чёрная ладья · g8 чёрный король · b7 чёрная пешка · d7 чёрный слон · f7 чёрная пешка · g7 чёрная пешка · b6 чёрная пешка · d6 чёрный ферзь · h6 чёрная пешка · d5 белая пешка · h4 белая ладья · a3 белая пешка · d3 белый ферзь · f3 белый слон · b2 белая пешка · g2 белая пешка · h2 белая пешка · a1 белая ладья · h1 белый король | a8 чёрная ладья · e8 чёрная ладья · g8 чёрный король · b7 чёрная пешка · d7 чёрный слон · f7 чёрная пешка · g7 чёрная пешка · b6 чёрная пешка · d6 чёрный ферзь · h6 чёрная пешка · d5 белая пешка · h4 белая ладья · a3 белая пешка · d3 белый ферзь · f3 белый слон · b2 белая пешка · g2 белая пешка · h2 белая пешка · a1 белая ладья · h1 белый король | a8 чёрная ладья · e8 чёрная ладья · g8 чёрный король · b7 чёрная пешка · d7 чёрный слон · f7 чёрная пешка · g7 чёрная пешка · b6 чёрная пешка · d6 чёрный ферзь · h6 чёрная пешка · d5 белая пешка · h4 белая ладья · a3 белая пешка · d3 белый ферзь · f3 белый слон · b2 белая пешка · g2 белая пешка · h2 белая пешка · a1 белая ладья · h1 белый король | 6 |
| 5 | a8 чёрная ладья · e8 чёрная ладья · g8 чёрный король · b7 чёрная пешка · d7 чёрный слон · f7 чёрная пешка · g7 чёрная пешка · b6 чёрная пешка · d6 чёрный ферзь · h6 чёрная пешка · d5 белая пешка · h4 белая ладья · a3 белая пешка · d3 белый ферзь · f3 белый слон · b2 белая пешка · g2 белая пешка · h2 белая пешка · a1 белая ладья · h1 белый король | a8 чёрная ладья · e8 чёрная ладья · g8 чёрный король · b7 чёрная пешка · d7 чёрный слон · f7 чёрная пешка · g7 чёрная пешка · b6 чёрная пешка · d6 чёрный ферзь · h6 чёрная пешка · d5 белая пешка · h4 белая ладья · a3 белая пешка · d3 белый ферзь · f3 белый слон · b2 белая пешка · g2 белая пешка · h2 белая пешка · a1 белая ладья · h1 белый король | a8 чёрная ладья · e8 чёрная ладья · g8 чёрный король · b7 чёрная пешка · d7 чёрный слон · f7 чёрная пешка · g7 чёрная пешка · b6 чёрная пешка · d6 чёрный ферзь · h6 чёрная пешка · d5 белая пешка · h4 белая ладья · a3 белая пешка · d3 белый ферзь · f3 белый слон · b2 белая пешка · g2 белая пешка · h2 белая пешка · a1 белая ладья · h1 белый король | a8 чёрная ладья · e8 чёрная ладья · g8 чёрный король · b7 чёрная пешка · d7 чёрный слон · f7 чёрная пешка · g7 чёрная пешка · b6 чёрная пешка · d6 чёрный ферзь · h6 чёрная пешка · d5 белая пешка · h4 белая ладья · a3 белая пешка · d3 белый ферзь · f3 белый слон · b2 белая пешка · g2 белая пешка · h2 белая пешка · a1 белая ладья · h1 белый король | a8 чёрная ладья · e8 чёрная ладья · g8 чёрный король · b7 чёрная пешка · d7 чёрный слон · f7 чёрная пешка · g7 чёрная пешка · b6 чёрная пешка · d6 чёрный ферзь · h6 чёрная пешка · d5 белая пешка · h4 белая ладья · a3 белая пешка · d3 белый ферзь · f3 белый слон · b2 белая пешка · g2 белая пешка · h2 белая пешка · a1 белая ладья · h1 белый король | a8 чёрная ладья · e8 чёрная ладья · g8 чёрный король · b7 чёрная пешка · d7 чёрный слон · f7 чёрная пешка · g7 чёрная пешка · b6 чёрная пешка · d6 чёрный ферзь · h6 чёрная пешка · d5 белая пешка · h4 белая ладья · a3 белая пешка · d3 белый ферзь · f3 белый слон · b2 белая пешка · g2 белая пешка · h2 белая пешка · a1 белая ладья · h1 белый король | a8 чёрная ладья · e8 чёрная ладья · g8 чёрный король · b7 чёрная пешка · d7 чёрный слон · f7 чёрная пешка · g7 чёрная пешка · b6 чёрная пешка · d6 чёрный ферзь · h6 чёрная пешка · d5 белая пешка · h4 белая ладья · a3 белая пешка · d3 белый ферзь · f3 белый слон · b2 белая пешка · g2 белая пешка · h2 белая пешка · a1 белая ладья · h1 белый король | a8 чёрная ладья · e8 чёрная ладья · g8 чёрный король · b7 чёрная пешка · d7 чёрный слон · f7 чёрная пешка · g7 чёрная пешка · b6 чёрная пешка · d6 чёрный ферзь · h6 чёрная пешка · d5 белая пешка · h4 белая ладья · a3 белая пешка · d3 белый ферзь · f3 белый слон · b2 белая пешка · g2 белая пешка · h2 белая пешка · a1 белая ладья · h1 белый король | 5 |
| 4 | a8 чёрная ладья · e8 чёрная ладья · g8 чёрный король · b7 чёрная пешка · d7 чёрный слон · f7 чёрная пешка · g7 чёрная пешка · b6 чёрная пешка · d6 чёрный ферзь · h6 чёрная пешка · d5 белая пешка · h4 белая ладья · a3 белая пешка · d3 белый ферзь · f3 белый слон · b2 белая пешка · g2 белая пешка · h2 белая пешка · a1 белая ладья · h1 белый король | a8 чёрная ладья · e8 чёрная ладья · g8 чёрный король · b7 чёрная пешка · d7 чёрный слон · f7 чёрная пешка · g7 чёрная пешка · b6 чёрная пешка · d6 чёрный ферзь · h6 чёрная пешка · d5 белая пешка · h4 белая ладья · a3 белая пешка · d3 белый ферзь · f3 белый слон · b2 белая пешка · g2 белая пешка · h2 белая пешка · a1 белая ладья · h1 белый король | a8 чёрная ладья · e8 чёрная ладья · g8 чёрный король · b7 чёрная пешка · d7 чёрный слон · f7 чёрная пешка · g7 чёрная пешка · b6 чёрная пешка · d6 чёрный ферзь · h6 чёрная пешка · d5 белая пешка · h4 белая ладья · a3 белая пешка · d3 белый ферзь · f3 белый слон · b2 белая пешка · g2 белая пешка · h2 белая пешка · a1 белая ладья · h1 белый король | a8 чёрная ладья · e8 чёрная ладья · g8 чёрный король · b7 чёрная пешка · d7 чёрный слон · f7 чёрная пешка · g7 чёрная пешка · b6 чёрная пешка · d6 чёрный ферзь · h6 чёрная пешка · d5 белая пешка · h4 белая ладья · a3 белая пешка · d3 белый ферзь · f3 белый слон · b2 белая пешка · g2 белая пешка · h2 белая пешка · a1 белая ладья · h1 белый король | a8 чёрная ладья · e8 чёрная ладья · g8 чёрный король · b7 чёрная пешка · d7 чёрный слон · f7 чёрная пешка · g7 чёрная пешка · b6 чёрная пешка · d6 чёрный ферзь · h6 чёрная пешка · d5 белая пешка · h4 белая ладья · a3 белая пешка · d3 белый ферзь · f3 белый слон · b2 белая пешка · g2 белая пешка · h2 белая пешка · a1 белая ладья · h1 белый король | a8 чёрная ладья · e8 чёрная ладья · g8 чёрный король · b7 чёрная пешка · d7 чёрный слон · f7 чёрная пешка · g7 чёрная пешка · b6 чёрная пешка · d6 чёрный ферзь · h6 чёрная пешка · d5 белая пешка · h4 белая ладья · a3 белая пешка · d3 белый ферзь · f3 белый слон · b2 белая пешка · g2 белая пешка · h2 белая пешка · a1 белая ладья · h1 белый король | a8 чёрная ладья · e8 чёрная ладья · g8 чёрный король · b7 чёрная пешка · d7 чёрный слон · f7 чёрная пешка · g7 чёрная пешка · b6 чёрная пешка · d6 чёрный ферзь · h6 чёрная пешка · d5 белая пешка · h4 белая ладья · a3 белая пешка · d3 белый ферзь · f3 белый слон · b2 белая пешка · g2 белая пешка · h2 белая пешка · a1 белая ладья · h1 белый король | a8 чёрная ладья · e8 чёрная ладья · g8 чёрный король · b7 чёрная пешка · d7 чёрный слон · f7 чёрная пешка · g7 чёрная пешка · b6 чёрная пешка · d6 чёрный ферзь · h6 чёрная пешка · d5 белая пешка · h4 белая ладья · a3 белая пешка · d3 белый ферзь · f3 белый слон · b2 белая пешка · g2 белая пешка · h2 белая пешка · a1 белая ладья · h1 белый король | 4 |
| 3 | a8 чёрная ладья · e8 чёрная ладья · g8 чёрный король · b7 чёрная пешка · d7 чёрный слон · f7 чёрная пешка · g7 чёрная пешка · b6 чёрная пешка · d6 чёрный ферзь · h6 чёрная пешка · d5 белая пешка · h4 белая ладья · a3 белая пешка · d3 белый ферзь · f3 белый слон · b2 белая пешка · g2 белая пешка · h2 белая пешка · a1 белая ладья · h1 белый король | a8 чёрная ладья · e8 чёрная ладья · g8 чёрный король · b7 чёрная пешка · d7 чёрный слон · f7 чёрная пешка · g7 чёрная пешка · b6 чёрная пешка · d6 чёрный ферзь · h6 чёрная пешка · d5 белая пешка · h4 белая ладья · a3 белая пешка · d3 белый ферзь · f3 белый слон · b2 белая пешка · g2 белая пешка · h2 белая пешка · a1 белая ладья · h1 белый король | a8 чёрная ладья · e8 чёрная ладья · g8 чёрный король · b7 чёрная пешка · d7 чёрный слон · f7 чёрная пешка · g7 чёрная пешка · b6 чёрная пешка · d6 чёрный ферзь · h6 чёрная пешка · d5 белая пешка · h4 белая ладья · a3 белая пешка · d3 белый ферзь · f3 белый слон · b2 белая пешка · g2 белая пешка · h2 белая пешка · a1 белая ладья · h1 белый король | a8 чёрная ладья · e8 чёрная ладья · g8 чёрный король · b7 чёрная пешка · d7 чёрный слон · f7 чёрная пешка · g7 чёрная пешка · b6 чёрная пешка · d6 чёрный ферзь · h6 чёрная пешка · d5 белая пешка · h4 белая ладья · a3 белая пешка · d3 белый ферзь · f3 белый слон · b2 белая пешка · g2 белая пешка · h2 белая пешка · a1 белая ладья · h1 белый король | a8 чёрная ладья · e8 чёрная ладья · g8 чёрный король · b7 чёрная пешка · d7 чёрный слон · f7 чёрная пешка · g7 чёрная пешка · b6 чёрная пешка · d6 чёрный ферзь · h6 чёрная пешка · d5 белая пешка · h4 белая ладья · a3 белая пешка · d3 белый ферзь · f3 белый слон · b2 белая пешка · g2 белая пешка · h2 белая пешка · a1 белая ладья · h1 белый король | a8 чёрная ладья · e8 чёрная ладья · g8 чёрный король · b7 чёрная пешка · d7 чёрный слон · f7 чёрная пешка · g7 чёрная пешка · b6 чёрная пешка · d6 чёрный ферзь · h6 чёрная пешка · d5 белая пешка · h4 белая ладья · a3 белая пешка · d3 белый ферзь · f3 белый слон · b2 белая пешка · g2 белая пешка · h2 белая пешка · a1 белая ладья · h1 белый король | a8 чёрная ладья · e8 чёрная ладья · g8 чёрный король · b7 чёрная пешка · d7 чёрный слон · f7 чёрная пешка · g7 чёрная пешка · b6 чёрная пешка · d6 чёрный ферзь · h6 чёрная пешка · d5 белая пешка · h4 белая ладья · a3 белая пешка · d3 белый ферзь · f3 белый слон · b2 белая пешка · g2 белая пешка · h2 белая пешка · a1 белая ладья · h1 белый король | a8 чёрная ладья · e8 чёрная ладья · g8 чёрный король · b7 чёрная пешка · d7 чёрный слон · f7 чёрная пешка · g7 чёрная пешка · b6 чёрная пешка · d6 чёрный ферзь · h6 чёрная пешка · d5 белая пешка · h4 белая ладья · a3 белая пешка · d3 белый ферзь · f3 белый слон · b2 белая пешка · g2 белая пешка · h2 белая пешка · a1 белая ладья · h1 белый король | 3 |
| 2 | a8 чёрная ладья · e8 чёрная ладья · g8 чёрный король · b7 чёрная пешка · d7 чёрный слон · f7 чёрная пешка · g7 чёрная пешка · b6 чёрная пешка · d6 чёрный ферзь · h6 чёрная пешка · d5 белая пешка · h4 белая ладья · a3 белая пешка · d3 белый ферзь · f3 белый слон · b2 белая пешка · g2 белая пешка · h2 белая пешка · a1 белая ладья · h1 белый король | a8 чёрная ладья · e8 чёрная ладья · g8 чёрный король · b7 чёрная пешка · d7 чёрный слон · f7 чёрная пешка · g7 чёрная пешка · b6 чёрная пешка · d6 чёрный ферзь · h6 чёрная пешка · d5 белая пешка · h4 белая ладья · a3 белая пешка · d3 белый ферзь · f3 белый слон · b2 белая пешка · g2 белая пешка · h2 белая пешка · a1 белая ладья · h1 белый король | a8 чёрная ладья · e8 чёрная ладья · g8 чёрный король · b7 чёрная пешка · d7 чёрный слон · f7 чёрная пешка · g7 чёрная пешка · b6 чёрная пешка · d6 чёрный ферзь · h6 чёрная пешка · d5 белая пешка · h4 белая ладья · a3 белая пешка · d3 белый ферзь · f3 белый слон · b2 белая пешка · g2 белая пешка · h2 белая пешка · a1 белая ладья · h1 белый король | a8 чёрная ладья · e8 чёрная ладья · g8 чёрный король · b7 чёрная пешка · d7 чёрный слон · f7 чёрная пешка · g7 чёрная пешка · b6 чёрная пешка · d6 чёрный ферзь · h6 чёрная пешка · d5 белая пешка · h4 белая ладья · a3 белая пешка · d3 белый ферзь · f3 белый слон · b2 белая пешка · g2 белая пешка · h2 белая пешка · a1 белая ладья · h1 белый король | a8 чёрная ладья · e8 чёрная ладья · g8 чёрный король · b7 чёрная пешка · d7 чёрный слон · f7 чёрная пешка · g7 чёрная пешка · b6 чёрная пешка · d6 чёрный ферзь · h6 чёрная пешка · d5 белая пешка · h4 белая ладья · a3 белая пешка · d3 белый ферзь · f3 белый слон · b2 белая пешка · g2 белая пешка · h2 белая пешка · a1 белая ладья · h1 белый король | a8 чёрная ладья · e8 чёрная ладья · g8 чёрный король · b7 чёрная пешка · d7 чёрный слон · f7 чёрная пешка · g7 чёрная пешка · b6 чёрная пешка · d6 чёрный ферзь · h6 чёрная пешка · d5 белая пешка · h4 белая ладья · a3 белая пешка · d3 белый ферзь · f3 белый слон · b2 белая пешка · g2 белая пешка · h2 белая пешка · a1 белая ладья · h1 белый король | a8 чёрная ладья · e8 чёрная ладья · g8 чёрный король · b7 чёрная пешка · d7 чёрный слон · f7 чёрная пешка · g7 чёрная пешка · b6 чёрная пешка · d6 чёрный ферзь · h6 чёрная пешка · d5 белая пешка · h4 белая ладья · a3 белая пешка · d3 белый ферзь · f3 белый слон · b2 белая пешка · g2 белая пешка · h2 белая пешка · a1 белая ладья · h1 белый король | a8 чёрная ладья · e8 чёрная ладья · g8 чёрный король · b7 чёрная пешка · d7 чёрный слон · f7 чёрная пешка · g7 чёрная пешка · b6 чёрная пешка · d6 чёрный ферзь · h6 чёрная пешка · d5 белая пешка · h4 белая ладья · a3 белая пешка · d3 белый ферзь · f3 белый слон · b2 белая пешка · g2 белая пешка · h2 белая пешка · a1 белая ладья · h1 белый король | 2 |
| 1 | a8 чёрная ладья · e8 чёрная ладья · g8 чёрный король · b7 чёрная пешка · d7 чёрный слон · f7 чёрная пешка · g7 чёрная пешка · b6 чёрная пешка · d6 чёрный ферзь · h6 чёрная пешка · d5 белая пешка · h4 белая ладья · a3 белая пешка · d3 белый ферзь · f3 белый слон · b2 белая пешка · g2 белая пешка · h2 белая пешка · a1 белая ладья · h1 белый король | a8 чёрная ладья · e8 чёрная ладья · g8 чёрный король · b7 чёрная пешка · d7 чёрный слон · f7 чёрная пешка · g7 чёрная пешка · b6 чёрная пешка · d6 чёрный ферзь · h6 чёрная пешка · d5 белая пешка · h4 белая ладья · a3 белая пешка · d3 белый ферзь · f3 белый слон · b2 белая пешка · g2 белая пешка · h2 белая пешка · a1 белая ладья · h1 белый король | a8 чёрная ладья · e8 чёрная ладья · g8 чёрный король · b7 чёрная пешка · d7 чёрный слон · f7 чёрная пешка · g7 чёрная пешка · b6 чёрная пешка · d6 чёрный ферзь · h6 чёрная пешка · d5 белая пешка · h4 белая ладья · a3 белая пешка · d3 белый ферзь · f3 белый слон · b2 белая пешка · g2 белая пешка · h2 белая пешка · a1 белая ладья · h1 белый король | a8 чёрная ладья · e8 чёрная ладья · g8 чёрный король · b7 чёрная пешка · d7 чёрный слон · f7 чёрная пешка · g7 чёрная пешка · b6 чёрная пешка · d6 чёрный ферзь · h6 чёрная пешка · d5 белая пешка · h4 белая ладья · a3 белая пешка · d3 белый ферзь · f3 белый слон · b2 белая пешка · g2 белая пешка · h2 белая пешка · a1 белая ладья · h1 белый король | a8 чёрная ладья · e8 чёрная ладья · g8 чёрный король · b7 чёрная пешка · d7 чёрный слон · f7 чёрная пешка · g7 чёрная пешка · b6 чёрная пешка · d6 чёрный ферзь · h6 чёрная пешка · d5 белая пешка · h4 белая ладья · a3 белая пешка · d3 белый ферзь · f3 белый слон · b2 белая пешка · g2 белая пешка · h2 белая пешка · a1 белая ладья · h1 белый король | a8 чёрная ладья · e8 чёрная ладья · g8 чёрный король · b7 чёрная пешка · d7 чёрный слон · f7 чёрная пешка · g7 чёрная пешка · b6 чёрная пешка · d6 чёрный ферзь · h6 чёрная пешка · d5 белая пешка · h4 белая ладья · a3 белая пешка · d3 белый ферзь · f3 белый слон · b2 белая пешка · g2 белая пешка · h2 белая пешка · a1 белая ладья · h1 белый король | a8 чёрная ладья · e8 чёрная ладья · g8 чёрный король · b7 чёрная пешка · d7 чёрный слон · f7 чёрная пешка · g7 чёрная пешка · b6 чёрная пешка · d6 чёрный ферзь · h6 чёрная пешка · d5 белая пешка · h4 белая ладья · a3 белая пешка · d3 белый ферзь · f3 белый слон · b2 белая пешка · g2 белая пешка · h2 белая пешка · a1 белая ладья · h1 белый король | a8 чёрная ладья · e8 чёрная ладья · g8 чёрный король · b7 чёрная пешка · d7 чёрный слон · f7 чёрная пешка · g7 чёрная пешка · b6 чёрная пешка · d6 чёрный ферзь · h6 чёрная пешка · d5 белая пешка · h4 белая ладья · a3 белая пешка · d3 белый ферзь · f3 белый слон · b2 белая пешка · g2 белая пешка · h2 белая пешка · a1 белая ладья · h1 белый король | 1 |
|   | a | b | c | d | e | f | g | h |   |

Согласно Николаю Крогиусу выделяют «остаточный и опережающий образы».
Первый из них означает перенос оценки прошлого опыта в новую ситуацию; второй — интуитивную оценку роли последующих событий в партии, при этом желаемое нередко выдаётся за действительное.
В партии Владас Микенас — Давид Бронштейн (чемпионат СССР, 1965) чёрные, используя «остаточный образ» — слабость 1-й горизонтали, готовят внезапный комбинационный удар:
23… Фе5!
24. Лb4?
Не чувствуя опасности, белые делают «естественный ход»; необходимо было 24. Фd2 или Фd4.
24… Л:а3!!
Белые сдались, так как материальные потери для них неизбежны.
|   | a | b | c | d | e | f | g | h |   |
| - | --- | --- | --- | --- | --- | --- | --- | --- | - |
| 8 | c8 чёрная ладья · e8 чёрная ладья · f8 чёрный слон · g8 чёрный король · f7 чёрная пешка · g7 чёрная пешка · h7 чёрная пешка · a6 чёрная пешка · b6 чёрная пешка · d6 чёрная пешка · d5 белый конь · f5 белая пешка · g5 белая пешка · a4 белая пешка · c4 чёрный конь · d4 белый слон · b2 белая пешка · c2 белая пешка · g2 белый король · h2 белая пешка · d1 белая ладья · f1 белая ладья | c8 чёрная ладья · e8 чёрная ладья · f8 чёрный слон · g8 чёрный король · f7 чёрная пешка · g7 чёрная пешка · h7 чёрная пешка · a6 чёрная пешка · b6 чёрная пешка · d6 чёрная пешка · d5 белый конь · f5 белая пешка · g5 белая пешка · a4 белая пешка · c4 чёрный конь · d4 белый слон · b2 белая пешка · c2 белая пешка · g2 белый король · h2 белая пешка · d1 белая ладья · f1 белая ладья | c8 чёрная ладья · e8 чёрная ладья · f8 чёрный слон · g8 чёрный король · f7 чёрная пешка · g7 чёрная пешка · h7 чёрная пешка · a6 чёрная пешка · b6 чёрная пешка · d6 чёрная пешка · d5 белый конь · f5 белая пешка · g5 белая пешка · a4 белая пешка · c4 чёрный конь · d4 белый слон · b2 белая пешка · c2 белая пешка · g2 белый король · h2 белая пешка · d1 белая ладья · f1 белая ладья | c8 чёрная ладья · e8 чёрная ладья · f8 чёрный слон · g8 чёрный король · f7 чёрная пешка · g7 чёрная пешка · h7 чёрная пешка · a6 чёрная пешка · b6 чёрная пешка · d6 чёрная пешка · d5 белый конь · f5 белая пешка · g5 белая пешка · a4 белая пешка · c4 чёрный конь · d4 белый слон · b2 белая пешка · c2 белая пешка · g2 белый король · h2 белая пешка · d1 белая ладья · f1 белая ладья | c8 чёрная ладья · e8 чёрная ладья · f8 чёрный слон · g8 чёрный король · f7 чёрная пешка · g7 чёрная пешка · h7 чёрная пешка · a6 чёрная пешка · b6 чёрная пешка · d6 чёрная пешка · d5 белый конь · f5 белая пешка · g5 белая пешка · a4 белая пешка · c4 чёрный конь · d4 белый слон · b2 белая пешка · c2 белая пешка · g2 белый король · h2 белая пешка · d1 белая ладья · f1 белая ладья | c8 чёрная ладья · e8 чёрная ладья · f8 чёрный слон · g8 чёрный король · f7 чёрная пешка · g7 чёрная пешка · h7 чёрная пешка · a6 чёрная пешка · b6 чёрная пешка · d6 чёрная пешка · d5 белый конь · f5 белая пешка · g5 белая пешка · a4 белая пешка · c4 чёрный конь · d4 белый слон · b2 белая пешка · c2 белая пешка · g2 белый король · h2 белая пешка · d1 белая ладья · f1 белая ладья | c8 чёрная ладья · e8 чёрная ладья · f8 чёрный слон · g8 чёрный король · f7 чёрная пешка · g7 чёрная пешка · h7 чёрная пешка · a6 чёрная пешка · b6 чёрная пешка · d6 чёрная пешка · d5 белый конь · f5 белая пешка · g5 белая пешка · a4 белая пешка · c4 чёрный конь · d4 белый слон · b2 белая пешка · c2 белая пешка · g2 белый король · h2 белая пешка · d1 белая ладья · f1 белая ладья | c8 чёрная ладья · e8 чёрная ладья · f8 чёрный слон · g8 чёрный король · f7 чёрная пешка · g7 чёрная пешка · h7 чёрная пешка · a6 чёрная пешка · b6 чёрная пешка · d6 чёрная пешка · d5 белый конь · f5 белая пешка · g5 белая пешка · a4 белая пешка · c4 чёрный конь · d4 белый слон · b2 белая пешка · c2 белая пешка · g2 белый король · h2 белая пешка · d1 белая ладья · f1 белая ладья | 8 |
| 7 | c8 чёрная ладья · e8 чёрная ладья · f8 чёрный слон · g8 чёрный король · f7 чёрная пешка · g7 чёрная пешка · h7 чёрная пешка · a6 чёрная пешка · b6 чёрная пешка · d6 чёрная пешка · d5 белый конь · f5 белая пешка · g5 белая пешка · a4 белая пешка · c4 чёрный конь · d4 белый слон · b2 белая пешка · c2 белая пешка · g2 белый король · h2 белая пешка · d1 белая ладья · f1 белая ладья | c8 чёрная ладья · e8 чёрная ладья · f8 чёрный слон · g8 чёрный король · f7 чёрная пешка · g7 чёрная пешка · h7 чёрная пешка · a6 чёрная пешка · b6 чёрная пешка · d6 чёрная пешка · d5 белый конь · f5 белая пешка · g5 белая пешка · a4 белая пешка · c4 чёрный конь · d4 белый слон · b2 белая пешка · c2 белая пешка · g2 белый король · h2 белая пешка · d1 белая ладья · f1 белая ладья | c8 чёрная ладья · e8 чёрная ладья · f8 чёрный слон · g8 чёрный король · f7 чёрная пешка · g7 чёрная пешка · h7 чёрная пешка · a6 чёрная пешка · b6 чёрная пешка · d6 чёрная пешка · d5 белый конь · f5 белая пешка · g5 белая пешка · a4 белая пешка · c4 чёрный конь · d4 белый слон · b2 белая пешка · c2 белая пешка · g2 белый король · h2 белая пешка · d1 белая ладья · f1 белая ладья | c8 чёрная ладья · e8 чёрная ладья · f8 чёрный слон · g8 чёрный король · f7 чёрная пешка · g7 чёрная пешка · h7 чёрная пешка · a6 чёрная пешка · b6 чёрная пешка · d6 чёрная пешка · d5 белый конь · f5 белая пешка · g5 белая пешка · a4 белая пешка · c4 чёрный конь · d4 белый слон · b2 белая пешка · c2 белая пешка · g2 белый король · h2 белая пешка · d1 белая ладья · f1 белая ладья | c8 чёрная ладья · e8 чёрная ладья · f8 чёрный слон · g8 чёрный король · f7 чёрная пешка · g7 чёрная пешка · h7 чёрная пешка · a6 чёрная пешка · b6 чёрная пешка · d6 чёрная пешка · d5 белый конь · f5 белая пешка · g5 белая пешка · a4 белая пешка · c4 чёрный конь · d4 белый слон · b2 белая пешка · c2 белая пешка · g2 белый король · h2 белая пешка · d1 белая ладья · f1 белая ладья | c8 чёрная ладья · e8 чёрная ладья · f8 чёрный слон · g8 чёрный король · f7 чёрная пешка · g7 чёрная пешка · h7 чёрная пешка · a6 чёрная пешка · b6 чёрная пешка · d6 чёрная пешка · d5 белый конь · f5 белая пешка · g5 белая пешка · a4 белая пешка · c4 чёрный конь · d4 белый слон · b2 белая пешка · c2 белая пешка · g2 белый король · h2 белая пешка · d1 белая ладья · f1 белая ладья | c8 чёрная ладья · e8 чёрная ладья · f8 чёрный слон · g8 чёрный король · f7 чёрная пешка · g7 чёрная пешка · h7 чёрная пешка · a6 чёрная пешка · b6 чёрная пешка · d6 чёрная пешка · d5 белый конь · f5 белая пешка · g5 белая пешка · a4 белая пешка · c4 чёрный конь · d4 белый слон · b2 белая пешка · c2 белая пешка · g2 белый король · h2 белая пешка · d1 белая ладья · f1 белая ладья | c8 чёрная ладья · e8 чёрная ладья · f8 чёрный слон · g8 чёрный король · f7 чёрная пешка · g7 чёрная пешка · h7 чёрная пешка · a6 чёрная пешка · b6 чёрная пешка · d6 чёрная пешка · d5 белый конь · f5 белая пешка · g5 белая пешка · a4 белая пешка · c4 чёрный конь · d4 белый слон · b2 белая пешка · c2 белая пешка · g2 белый король · h2 белая пешка · d1 белая ладья · f1 белая ладья | 7 |
| 6 | c8 чёрная ладья · e8 чёрная ладья · f8 чёрный слон · g8 чёрный король · f7 чёрная пешка · g7 чёрная пешка · h7 чёрная пешка · a6 чёрная пешка · b6 чёрная пешка · d6 чёрная пешка · d5 белый конь · f5 белая пешка · g5 белая пешка · a4 белая пешка · c4 чёрный конь · d4 белый слон · b2 белая пешка · c2 белая пешка · g2 белый король · h2 белая пешка · d1 белая ладья · f1 белая ладья | c8 чёрная ладья · e8 чёрная ладья · f8 чёрный слон · g8 чёрный король · f7 чёрная пешка · g7 чёрная пешка · h7 чёрная пешка · a6 чёрная пешка · b6 чёрная пешка · d6 чёрная пешка · d5 белый конь · f5 белая пешка · g5 белая пешка · a4 белая пешка · c4 чёрный конь · d4 белый слон · b2 белая пешка · c2 белая пешка · g2 белый король · h2 белая пешка · d1 белая ладья · f1 белая ладья | c8 чёрная ладья · e8 чёрная ладья · f8 чёрный слон · g8 чёрный король · f7 чёрная пешка · g7 чёрная пешка · h7 чёрная пешка · a6 чёрная пешка · b6 чёрная пешка · d6 чёрная пешка · d5 белый конь · f5 белая пешка · g5 белая пешка · a4 белая пешка · c4 чёрный конь · d4 белый слон · b2 белая пешка · c2 белая пешка · g2 белый король · h2 белая пешка · d1 белая ладья · f1 белая ладья | c8 чёрная ладья · e8 чёрная ладья · f8 чёрный слон · g8 чёрный король · f7 чёрная пешка · g7 чёрная пешка · h7 чёрная пешка · a6 чёрная пешка · b6 чёрная пешка · d6 чёрная пешка · d5 белый конь · f5 белая пешка · g5 белая пешка · a4 белая пешка · c4 чёрный конь · d4 белый слон · b2 белая пешка · c2 белая пешка · g2 белый король · h2 белая пешка · d1 белая ладья · f1 белая ладья | c8 чёрная ладья · e8 чёрная ладья · f8 чёрный слон · g8 чёрный король · f7 чёрная пешка · g7 чёрная пешка · h7 чёрная пешка · a6 чёрная пешка · b6 чёрная пешка · d6 чёрная пешка · d5 белый конь · f5 белая пешка · g5 белая пешка · a4 белая пешка · c4 чёрный конь · d4 белый слон · b2 белая пешка · c2 белая пешка · g2 белый король · h2 белая пешка · d1 белая ладья · f1 белая ладья | c8 чёрная ладья · e8 чёрная ладья · f8 чёрный слон · g8 чёрный король · f7 чёрная пешка · g7 чёрная пешка · h7 чёрная пешка · a6 чёрная пешка · b6 чёрная пешка · d6 чёрная пешка · d5 белый конь · f5 белая пешка · g5 белая пешка · a4 белая пешка · c4 чёрный конь · d4 белый слон · b2 белая пешка · c2 белая пешка · g2 белый король · h2 белая пешка · d1 белая ладья · f1 белая ладья | c8 чёрная ладья · e8 чёрная ладья · f8 чёрный слон · g8 чёрный король · f7 чёрная пешка · g7 чёрная пешка · h7 чёрная пешка · a6 чёрная пешка · b6 чёрная пешка · d6 чёрная пешка · d5 белый конь · f5 белая пешка · g5 белая пешка · a4 белая пешка · c4 чёрный конь · d4 белый слон · b2 белая пешка · c2 белая пешка · g2 белый король · h2 белая пешка · d1 белая ладья · f1 белая ладья | c8 чёрная ладья · e8 чёрная ладья · f8 чёрный слон · g8 чёрный король · f7 чёрная пешка · g7 чёрная пешка · h7 чёрная пешка · a6 чёрная пешка · b6 чёрная пешка · d6 чёрная пешка · d5 белый конь · f5 белая пешка · g5 белая пешка · a4 белая пешка · c4 чёрный конь · d4 белый слон · b2 белая пешка · c2 белая пешка · g2 белый король · h2 белая пешка · d1 белая ладья · f1 белая ладья | 6 |
| 5 | c8 чёрная ладья · e8 чёрная ладья · f8 чёрный слон · g8 чёрный король · f7 чёрная пешка · g7 чёрная пешка · h7 чёрная пешка · a6 чёрная пешка · b6 чёрная пешка · d6 чёрная пешка · d5 белый конь · f5 белая пешка · g5 белая пешка · a4 белая пешка · c4 чёрный конь · d4 белый слон · b2 белая пешка · c2 белая пешка · g2 белый король · h2 белая пешка · d1 белая ладья · f1 белая ладья | c8 чёрная ладья · e8 чёрная ладья · f8 чёрный слон · g8 чёрный король · f7 чёрная пешка · g7 чёрная пешка · h7 чёрная пешка · a6 чёрная пешка · b6 чёрная пешка · d6 чёрная пешка · d5 белый конь · f5 белая пешка · g5 белая пешка · a4 белая пешка · c4 чёрный конь · d4 белый слон · b2 белая пешка · c2 белая пешка · g2 белый король · h2 белая пешка · d1 белая ладья · f1 белая ладья | c8 чёрная ладья · e8 чёрная ладья · f8 чёрный слон · g8 чёрный король · f7 чёрная пешка · g7 чёрная пешка · h7 чёрная пешка · a6 чёрная пешка · b6 чёрная пешка · d6 чёрная пешка · d5 белый конь · f5 белая пешка · g5 белая пешка · a4 белая пешка · c4 чёрный конь · d4 белый слон · b2 белая пешка · c2 белая пешка · g2 белый король · h2 белая пешка · d1 белая ладья · f1 белая ладья | c8 чёрная ладья · e8 чёрная ладья · f8 чёрный слон · g8 чёрный король · f7 чёрная пешка · g7 чёрная пешка · h7 чёрная пешка · a6 чёрная пешка · b6 чёрная пешка · d6 чёрная пешка · d5 белый конь · f5 белая пешка · g5 белая пешка · a4 белая пешка · c4 чёрный конь · d4 белый слон · b2 белая пешка · c2 белая пешка · g2 белый король · h2 белая пешка · d1 белая ладья · f1 белая ладья | c8 чёрная ладья · e8 чёрная ладья · f8 чёрный слон · g8 чёрный король · f7 чёрная пешка · g7 чёрная пешка · h7 чёрная пешка · a6 чёрная пешка · b6 чёрная пешка · d6 чёрная пешка · d5 белый конь · f5 белая пешка · g5 белая пешка · a4 белая пешка · c4 чёрный конь · d4 белый слон · b2 белая пешка · c2 белая пешка · g2 белый король · h2 белая пешка · d1 белая ладья · f1 белая ладья | c8 чёрная ладья · e8 чёрная ладья · f8 чёрный слон · g8 чёрный король · f7 чёрная пешка · g7 чёрная пешка · h7 чёрная пешка · a6 чёрная пешка · b6 чёрная пешка · d6 чёрная пешка · d5 белый конь · f5 белая пешка · g5 белая пешка · a4 белая пешка · c4 чёрный конь · d4 белый слон · b2 белая пешка · c2 белая пешка · g2 белый король · h2 белая пешка · d1 белая ладья · f1 белая ладья | c8 чёрная ладья · e8 чёрная ладья · f8 чёрный слон · g8 чёрный король · f7 чёрная пешка · g7 чёрная пешка · h7 чёрная пешка · a6 чёрная пешка · b6 чёрная пешка · d6 чёрная пешка · d5 белый конь · f5 белая пешка · g5 белая пешка · a4 белая пешка · c4 чёрный конь · d4 белый слон · b2 белая пешка · c2 белая пешка · g2 белый король · h2 белая пешка · d1 белая ладья · f1 белая ладья | c8 чёрная ладья · e8 чёрная ладья · f8 чёрный слон · g8 чёрный король · f7 чёрная пешка · g7 чёрная пешка · h7 чёрная пешка · a6 чёрная пешка · b6 чёрная пешка · d6 чёрная пешка · d5 белый конь · f5 белая пешка · g5 белая пешка · a4 белая пешка · c4 чёрный конь · d4 белый слон · b2 белая пешка · c2 белая пешка · g2 белый король · h2 белая пешка · d1 белая ладья · f1 белая ладья | 5 |
| 4 | c8 чёрная ладья · e8 чёрная ладья · f8 чёрный слон · g8 чёрный король · f7 чёрная пешка · g7 чёрная пешка · h7 чёрная пешка · a6 чёрная пешка · b6 чёрная пешка · d6 чёрная пешка · d5 белый конь · f5 белая пешка · g5 белая пешка · a4 белая пешка · c4 чёрный конь · d4 белый слон · b2 белая пешка · c2 белая пешка · g2 белый король · h2 белая пешка · d1 белая ладья · f1 белая ладья | c8 чёрная ладья · e8 чёрная ладья · f8 чёрный слон · g8 чёрный король · f7 чёрная пешка · g7 чёрная пешка · h7 чёрная пешка · a6 чёрная пешка · b6 чёрная пешка · d6 чёрная пешка · d5 белый конь · f5 белая пешка · g5 белая пешка · a4 белая пешка · c4 чёрный конь · d4 белый слон · b2 белая пешка · c2 белая пешка · g2 белый король · h2 белая пешка · d1 белая ладья · f1 белая ладья | c8 чёрная ладья · e8 чёрная ладья · f8 чёрный слон · g8 чёрный король · f7 чёрная пешка · g7 чёрная пешка · h7 чёрная пешка · a6 чёрная пешка · b6 чёрная пешка · d6 чёрная пешка · d5 белый конь · f5 белая пешка · g5 белая пешка · a4 белая пешка · c4 чёрный конь · d4 белый слон · b2 белая пешка · c2 белая пешка · g2 белый король · h2 белая пешка · d1 белая ладья · f1 белая ладья | c8 чёрная ладья · e8 чёрная ладья · f8 чёрный слон · g8 чёрный король · f7 чёрная пешка · g7 чёрная пешка · h7 чёрная пешка · a6 чёрная пешка · b6 чёрная пешка · d6 чёрная пешка · d5 белый конь · f5 белая пешка · g5 белая пешка · a4 белая пешка · c4 чёрный конь · d4 белый слон · b2 белая пешка · c2 белая пешка · g2 белый король · h2 белая пешка · d1 белая ладья · f1 белая ладья | c8 чёрная ладья · e8 чёрная ладья · f8 чёрный слон · g8 чёрный король · f7 чёрная пешка · g7 чёрная пешка · h7 чёрная пешка · a6 чёрная пешка · b6 чёрная пешка · d6 чёрная пешка · d5 белый конь · f5 белая пешка · g5 белая пешка · a4 белая пешка · c4 чёрный конь · d4 белый слон · b2 белая пешка · c2 белая пешка · g2 белый король · h2 белая пешка · d1 белая ладья · f1 белая ладья | c8 чёрная ладья · e8 чёрная ладья · f8 чёрный слон · g8 чёрный король · f7 чёрная пешка · g7 чёрная пешка · h7 чёрная пешка · a6 чёрная пешка · b6 чёрная пешка · d6 чёрная пешка · d5 белый конь · f5 белая пешка · g5 белая пешка · a4 белая пешка · c4 чёрный конь · d4 белый слон · b2 белая пешка · c2 белая пешка · g2 белый король · h2 белая пешка · d1 белая ладья · f1 белая ладья | c8 чёрная ладья · e8 чёрная ладья · f8 чёрный слон · g8 чёрный король · f7 чёрная пешка · g7 чёрная пешка · h7 чёрная пешка · a6 чёрная пешка · b6 чёрная пешка · d6 чёрная пешка · d5 белый конь · f5 белая пешка · g5 белая пешка · a4 белая пешка · c4 чёрный конь · d4 белый слон · b2 белая пешка · c2 белая пешка · g2 белый король · h2 белая пешка · d1 белая ладья · f1 белая ладья | c8 чёрная ладья · e8 чёрная ладья · f8 чёрный слон · g8 чёрный король · f7 чёрная пешка · g7 чёрная пешка · h7 чёрная пешка · a6 чёрная пешка · b6 чёрная пешка · d6 чёрная пешка · d5 белый конь · f5 белая пешка · g5 белая пешка · a4 белая пешка · c4 чёрный конь · d4 белый слон · b2 белая пешка · c2 белая пешка · g2 белый король · h2 белая пешка · d1 белая ладья · f1 белая ладья | 4 |
| 3 | c8 чёрная ладья · e8 чёрная ладья · f8 чёрный слон · g8 чёрный король · f7 чёрная пешка · g7 чёрная пешка · h7 чёрная пешка · a6 чёрная пешка · b6 чёрная пешка · d6 чёрная пешка · d5 белый конь · f5 белая пешка · g5 белая пешка · a4 белая пешка · c4 чёрный конь · d4 белый слон · b2 белая пешка · c2 белая пешка · g2 белый король · h2 белая пешка · d1 белая ладья · f1 белая ладья | c8 чёрная ладья · e8 чёрная ладья · f8 чёрный слон · g8 чёрный король · f7 чёрная пешка · g7 чёрная пешка · h7 чёрная пешка · a6 чёрная пешка · b6 чёрная пешка · d6 чёрная пешка · d5 белый конь · f5 белая пешка · g5 белая пешка · a4 белая пешка · c4 чёрный конь · d4 белый слон · b2 белая пешка · c2 белая пешка · g2 белый король · h2 белая пешка · d1 белая ладья · f1 белая ладья | c8 чёрная ладья · e8 чёрная ладья · f8 чёрный слон · g8 чёрный король · f7 чёрная пешка · g7 чёрная пешка · h7 чёрная пешка · a6 чёрная пешка · b6 чёрная пешка · d6 чёрная пешка · d5 белый конь · f5 белая пешка · g5 белая пешка · a4 белая пешка · c4 чёрный конь · d4 белый слон · b2 белая пешка · c2 белая пешка · g2 белый король · h2 белая пешка · d1 белая ладья · f1 белая ладья | c8 чёрная ладья · e8 чёрная ладья · f8 чёрный слон · g8 чёрный король · f7 чёрная пешка · g7 чёрная пешка · h7 чёрная пешка · a6 чёрная пешка · b6 чёрная пешка · d6 чёрная пешка · d5 белый конь · f5 белая пешка · g5 белая пешка · a4 белая пешка · c4 чёрный конь · d4 белый слон · b2 белая пешка · c2 белая пешка · g2 белый король · h2 белая пешка · d1 белая ладья · f1 белая ладья | c8 чёрная ладья · e8 чёрная ладья · f8 чёрный слон · g8 чёрный король · f7 чёрная пешка · g7 чёрная пешка · h7 чёрная пешка · a6 чёрная пешка · b6 чёрная пешка · d6 чёрная пешка · d5 белый конь · f5 белая пешка · g5 белая пешка · a4 белая пешка · c4 чёрный конь · d4 белый слон · b2 белая пешка · c2 белая пешка · g2 белый король · h2 белая пешка · d1 белая ладья · f1 белая ладья | c8 чёрная ладья · e8 чёрная ладья · f8 чёрный слон · g8 чёрный король · f7 чёрная пешка · g7 чёрная пешка · h7 чёрная пешка · a6 чёрная пешка · b6 чёрная пешка · d6 чёрная пешка · d5 белый конь · f5 белая пешка · g5 белая пешка · a4 белая пешка · c4 чёрный конь · d4 белый слон · b2 белая пешка · c2 белая пешка · g2 белый король · h2 белая пешка · d1 белая ладья · f1 белая ладья | c8 чёрная ладья · e8 чёрная ладья · f8 чёрный слон · g8 чёрный король · f7 чёрная пешка · g7 чёрная пешка · h7 чёрная пешка · a6 чёрная пешка · b6 чёрная пешка · d6 чёрная пешка · d5 белый конь · f5 белая пешка · g5 белая пешка · a4 белая пешка · c4 чёрный конь · d4 белый слон · b2 белая пешка · c2 белая пешка · g2 белый король · h2 белая пешка · d1 белая ладья · f1 белая ладья | c8 чёрная ладья · e8 чёрная ладья · f8 чёрный слон · g8 чёрный король · f7 чёрная пешка · g7 чёрная пешка · h7 чёрная пешка · a6 чёрная пешка · b6 чёрная пешка · d6 чёрная пешка · d5 белый конь · f5 белая пешка · g5 белая пешка · a4 белая пешка · c4 чёрный конь · d4 белый слон · b2 белая пешка · c2 белая пешка · g2 белый король · h2 белая пешка · d1 белая ладья · f1 белая ладья | 3 |
| 2 | c8 чёрная ладья · e8 чёрная ладья · f8 чёрный слон · g8 чёрный король · f7 чёрная пешка · g7 чёрная пешка · h7 чёрная пешка · a6 чёрная пешка · b6 чёрная пешка · d6 чёрная пешка · d5 белый конь · f5 белая пешка · g5 белая пешка · a4 белая пешка · c4 чёрный конь · d4 белый слон · b2 белая пешка · c2 белая пешка · g2 белый король · h2 белая пешка · d1 белая ладья · f1 белая ладья | c8 чёрная ладья · e8 чёрная ладья · f8 чёрный слон · g8 чёрный король · f7 чёрная пешка · g7 чёрная пешка · h7 чёрная пешка · a6 чёрная пешка · b6 чёрная пешка · d6 чёрная пешка · d5 белый конь · f5 белая пешка · g5 белая пешка · a4 белая пешка · c4 чёрный конь · d4 белый слон · b2 белая пешка · c2 белая пешка · g2 белый король · h2 белая пешка · d1 белая ладья · f1 белая ладья | c8 чёрная ладья · e8 чёрная ладья · f8 чёрный слон · g8 чёрный король · f7 чёрная пешка · g7 чёрная пешка · h7 чёрная пешка · a6 чёрная пешка · b6 чёрная пешка · d6 чёрная пешка · d5 белый конь · f5 белая пешка · g5 белая пешка · a4 белая пешка · c4 чёрный конь · d4 белый слон · b2 белая пешка · c2 белая пешка · g2 белый король · h2 белая пешка · d1 белая ладья · f1 белая ладья | c8 чёрная ладья · e8 чёрная ладья · f8 чёрный слон · g8 чёрный король · f7 чёрная пешка · g7 чёрная пешка · h7 чёрная пешка · a6 чёрная пешка · b6 чёрная пешка · d6 чёрная пешка · d5 белый конь · f5 белая пешка · g5 белая пешка · a4 белая пешка · c4 чёрный конь · d4 белый слон · b2 белая пешка · c2 белая пешка · g2 белый король · h2 белая пешка · d1 белая ладья · f1 белая ладья | c8 чёрная ладья · e8 чёрная ладья · f8 чёрный слон · g8 чёрный король · f7 чёрная пешка · g7 чёрная пешка · h7 чёрная пешка · a6 чёрная пешка · b6 чёрная пешка · d6 чёрная пешка · d5 белый конь · f5 белая пешка · g5 белая пешка · a4 белая пешка · c4 чёрный конь · d4 белый слон · b2 белая пешка · c2 белая пешка · g2 белый король · h2 белая пешка · d1 белая ладья · f1 белая ладья | c8 чёрная ладья · e8 чёрная ладья · f8 чёрный слон · g8 чёрный король · f7 чёрная пешка · g7 чёрная пешка · h7 чёрная пешка · a6 чёрная пешка · b6 чёрная пешка · d6 чёрная пешка · d5 белый конь · f5 белая пешка · g5 белая пешка · a4 белая пешка · c4 чёрный конь · d4 белый слон · b2 белая пешка · c2 белая пешка · g2 белый король · h2 белая пешка · d1 белая ладья · f1 белая ладья | c8 чёрная ладья · e8 чёрная ладья · f8 чёрный слон · g8 чёрный король · f7 чёрная пешка · g7 чёрная пешка · h7 чёрная пешка · a6 чёрная пешка · b6 чёрная пешка · d6 чёрная пешка · d5 белый конь · f5 белая пешка · g5 белая пешка · a4 белая пешка · c4 чёрный конь · d4 белый слон · b2 белая пешка · c2 белая пешка · g2 белый король · h2 белая пешка · d1 белая ладья · f1 белая ладья | c8 чёрная ладья · e8 чёрная ладья · f8 чёрный слон · g8 чёрный король · f7 чёрная пешка · g7 чёрная пешка · h7 чёрная пешка · a6 чёрная пешка · b6 чёрная пешка · d6 чёрная пешка · d5 белый конь · f5 белая пешка · g5 белая пешка · a4 белая пешка · c4 чёрный конь · d4 белый слон · b2 белая пешка · c2 белая пешка · g2 белый король · h2 белая пешка · d1 белая ладья · f1 белая ладья | 2 |
| 1 | c8 чёрная ладья · e8 чёрная ладья · f8 чёрный слон · g8 чёрный король · f7 чёрная пешка · g7 чёрная пешка · h7 чёрная пешка · a6 чёрная пешка · b6 чёрная пешка · d6 чёрная пешка · d5 белый конь · f5 белая пешка · g5 белая пешка · a4 белая пешка · c4 чёрный конь · d4 белый слон · b2 белая пешка · c2 белая пешка · g2 белый король · h2 белая пешка · d1 белая ладья · f1 белая ладья | c8 чёрная ладья · e8 чёрная ладья · f8 чёрный слон · g8 чёрный король · f7 чёрная пешка · g7 чёрная пешка · h7 чёрная пешка · a6 чёрная пешка · b6 чёрная пешка · d6 чёрная пешка · d5 белый конь · f5 белая пешка · g5 белая пешка · a4 белая пешка · c4 чёрный конь · d4 белый слон · b2 белая пешка · c2 белая пешка · g2 белый король · h2 белая пешка · d1 белая ладья · f1 белая ладья | c8 чёрная ладья · e8 чёрная ладья · f8 чёрный слон · g8 чёрный король · f7 чёрная пешка · g7 чёрная пешка · h7 чёрная пешка · a6 чёрная пешка · b6 чёрная пешка · d6 чёрная пешка · d5 белый конь · f5 белая пешка · g5 белая пешка · a4 белая пешка · c4 чёрный конь · d4 белый слон · b2 белая пешка · c2 белая пешка · g2 белый король · h2 белая пешка · d1 белая ладья · f1 белая ладья | c8 чёрная ладья · e8 чёрная ладья · f8 чёрный слон · g8 чёрный король · f7 чёрная пешка · g7 чёрная пешка · h7 чёрная пешка · a6 чёрная пешка · b6 чёрная пешка · d6 чёрная пешка · d5 белый конь · f5 белая пешка · g5 белая пешка · a4 белая пешка · c4 чёрный конь · d4 белый слон · b2 белая пешка · c2 белая пешка · g2 белый король · h2 белая пешка · d1 белая ладья · f1 белая ладья | c8 чёрная ладья · e8 чёрная ладья · f8 чёрный слон · g8 чёрный король · f7 чёрная пешка · g7 чёрная пешка · h7 чёрная пешка · a6 чёрная пешка · b6 чёрная пешка · d6 чёрная пешка · d5 белый конь · f5 белая пешка · g5 белая пешка · a4 белая пешка · c4 чёрный конь · d4 белый слон · b2 белая пешка · c2 белая пешка · g2 белый король · h2 белая пешка · d1 белая ладья · f1 белая ладья | c8 чёрная ладья · e8 чёрная ладья · f8 чёрный слон · g8 чёрный король · f7 чёрная пешка · g7 чёрная пешка · h7 чёрная пешка · a6 чёрная пешка · b6 чёрная пешка · d6 чёрная пешка · d5 белый конь · f5 белая пешка · g5 белая пешка · a4 белая пешка · c4 чёрный конь · d4 белый слон · b2 белая пешка · c2 белая пешка · g2 белый король · h2 белая пешка · d1 белая ладья · f1 белая ладья | c8 чёрная ладья · e8 чёрная ладья · f8 чёрный слон · g8 чёрный король · f7 чёрная пешка · g7 чёрная пешка · h7 чёрная пешка · a6 чёрная пешка · b6 чёрная пешка · d6 чёрная пешка · d5 белый конь · f5 белая пешка · g5 белая пешка · a4 белая пешка · c4 чёрный конь · d4 белый слон · b2 белая пешка · c2 белая пешка · g2 белый король · h2 белая пешка · d1 белая ладья · f1 белая ладья | c8 чёрная ладья · e8 чёрная ладья · f8 чёрный слон · g8 чёрный король · f7 чёрная пешка · g7 чёрная пешка · h7 чёрная пешка · a6 чёрная пешка · b6 чёрная пешка · d6 чёрная пешка · d5 белый конь · f5 белая пешка · g5 белая пешка · a4 белая пешка · c4 чёрный конь · d4 белый слон · b2 белая пешка · c2 белая пешка · g2 белый король · h2 белая пешка · d1 белая ладья · f1 белая ладья | 1 |
|   | a | b | c | d | e | f | g | h |   |

Пример «опережающего образа» — партия Виталий Цешковский — Лев Полугаевский (Рига, 1979)
В поисках контригры чёрные пошли на форсированный вариант:
25… Ле2+
26. Лf2 Л:f2+
27. Kp: f2 K:b2?
28. C:b2 Л:c2+
29. Kpe3 Л:b2
Стремясь к этой позиции, они полагали, что 2 лишние пешки дают им серьёзные шансы на успех (переоценка своих возможностей).
30. Лс1!
Неожиданное опровержение замысла. От угрозы 31. Лс8 с последующим Ке7+ удовлетворительной защиты нет.